# Mários Agathokléous
Mários Agathokléous (en grec : Μάριος Αγαθοκλέους), né le 8 septembre 1974 à Limassol en Chypre, est un footballeur international chypriote, qui évoluait au poste d'attaquant.

## Biographie

### Carrière de joueur
Mários Agathokléous dispute 5 matchs en Ligue des champions, et 9 matchs en Coupe de l'UEFA.

### Carrière internationale
Mários Agathokléous compte 38 sélections et 9 buts avec l'équipe de Chypre entre 1994 et 2003. 
Il est convoqué pour la première fois par le sélectionneur national Andréas Michaelídes pour un match amical contre l'Estonie le 9 mars 1994, où il marque son premier but en sélection durant cette rencontre (victoire 2-0). Il reçoit sa dernière sélection le 29 janvier 2003 contre la Grèce (défaite 2-1).

## Palmarès
- Avec l'AEL Limassol
  - Champion de Chypre de D2 en 1997

- Avec l'APOEL Nicosie
  - Champion de Chypre en 2002
  - Vainqueur de la Supercoupe de Chypre en 2002

## Statistiques

### Buts en sélection
Le tableau suivant liste tous les buts inscrits par Mários Agathokléous avec l'équipe de Chypre :